# 航空宇宙品質センター
航空宇宙品質センター (JAQG： Japanese Aerospace Quality Group) は、日本の航空宇宙関連企業がIAQG活動に参画するとともに品質に関する国際統一規格の制定や品質マネジメントシステム認証制度の確立などの活動を通じて、品質改善・向上とコスト削減を図ることを目的として、2001年日本航空宇宙工業会（SJAC）内に設置した組織。

## 活動目標
- IAQG活動に参画し、日本の要求を反映する。
- 国際品質マネジメントシステム規格及び関連規格を関係官庁、諸機関と調整し、日本国内への普及を図る。
- JIS Q 9100に対応する航空宇宙審査登録(認証)制度を確立・維持し、運用を監視する。
- APAQGとの連携を図る。

## 参加企業、組織
航空宇宙関連の国内企業および関係機関がJAQGメンバーとして活動。参加企業数は280社（2013年12月25日現在）。

## 関連リンク
- 航空宇宙品質センター – Official website